# Josefina Montané
Josefina Montané Anwandter (Santiago, 16 de abril de 1988) es una modelo y actriz de televisión chilena. Conocida por su primera producción dramática Soltera otra vez en el 2012.

## Biografía
Hija de José Pablo Montané Alliende y Andrea Anwandter López. Estudió en el Colegio Apoquindo de Lo Barnechea. A sus 14 años se presentó como candidata a Miss Elite Chile en la playa de Cachagua, estuvo entre las 15 finalistas. Su intención al ingresar al concurso fue la de iniciar su carrera como modelo para el futuro. 
Trabajó con Elite Model Managment Chile por 9 años, convirtiéndose en una de las modelos más exitosas de dicha agencia, apareciendo en portadas y páginas de revistas de circulación local e internacional como Miss 17, Vanidades, Caras, Cosas, TV Grama, Mía, Look, Blank Magazine, Paula, Beauty Magazine, Mustique, Harper's Bazaar, Women's Health, SML, Issue, GQ, Vogue y Velvet. También apareció en campañas nacionales e internacionales para Éfesis Jeans, París, Adidas, Brooks, Alaniz, Canal FX, entre otras.
Estudió diseño gráfico primero en la Universidad Diego Portales y luego en la Universidad del Desarrollo.
Tras nueve años de una exitosa carrera como modelo Josefina debutó en la actuación con la teleserie nocturna Soltera otra vez, dirigida por Herval Abreu para Canal 13. Josefina interpreta a uno de los personajes protagónicos de la teleserie, la que protagoniza Paz Bascuñán, en donde su personaje - Nicole - le quita a su novio, interpretado por Cristián Arriagada.
En 2019, Josefina animó en Canal 13 el programa K-pop Match, dedicado a la difusión del K-pop.

## Vida personal
Josefina es madre de dos hijas: Colomba Sivori (producto de una relación anterior), y de Mila Peric, fruto de su matrimonio con el, modelo, actor, Ingeniero comercial y excandidato a alcalde por Vitacura, Darko Peric. 
Desde 2021 mantiene un vínculo sentimental con el actor Pedro Campos Di Girolamo,el cual es hijo del actor Cristián Campos y es el menor de los hijos de la célebre actriz Claudia Di Girolamo.

## Filmografía
| Año  | Título         | Director              |
| ---- | -------------- | --------------------- |
| 2018 | Nadar de noche | Paulo Brunetti        |
| 2018 | American Huaso | Diego García-Huidobro |
| 2020 | La Verónica    | Leonardo Medel        |
| 2020 | Señales        | Iñaki Velásquez       |

## Televisión
| Año       | Título                  | Papel                  | Ref.                        |
| --------- | ----------------------- | ---------------------- | --------------------------- |
| 2012      | Soltera otra vez        | Nicole Cerutti         | Antagonista; 44 episodios   |
| 2013      | Las Vega's              | Camila Vega            | Protagonista; 77 episodios  |
| 2013–2014 | Soltera otra vez 2      | Nicole Cerutti         | Antagonista; 80 episodios   |
| 2014–2015 | Valió la pena           | Antonia Riquelme       | Elenco principal            |
| 2016-2017 | Preciosas               | Amanda Rojas           | Elenco principal            |
| 2018      | Soltera otra vez 3      | Nicole Cerutti         | Elenco principal            |
| 2018–2019 | Pacto de sangre         | Ágata Fernández        | Protagonista; 133 episodios |
| 2019-2020 | Amor a la Catalán       | Lucía Fernández        | Antagonista; 124 episodios  |
| 2021-2022 | La torre de Mabel       | Florencia Bustamante   | ¿? episodios                |
| 2021–2022 | Amar profundo           | Marina / Antonia Baeza | Elenco principal            |
| 2023–2024 | Generación 98           | Paula Fuentealba       | Elenco principal            |
| 2024–2025 | Nuevo amores de mercado | Chantal Müller         | Elenco principal            |

| Año  | Título                   | Papel    | Ref.                     |
| ---- | ------------------------ | -------- | ------------------------ |
| 2013 | El hombre de tu vida     | Luz      | Episodio: ¿?             |
| 2020 | Whatever                 | Giovanna |                          |
| 2023 | Casado con hijos         | Colomba  | Episodio: El agente Topo |
| 2023 | Cecilia, la incomparable | Sol      | 2 episodios              |

| Año  | Título      | Papel        | Ref.     |
| ---- | ----------- | ------------ | -------- |
| 2019 | K-pop Match | Presentadora | Canal 13 |
| 2021 | The covers  | Participante | Mega     |

## Vídeos musicales
| Año  | Título            | Artista          | Dirección          | Ref.   |
| ---- | ----------------- | ---------------- | ------------------ | ------ |
| 2017 | Nos dolerá        | Andrés de León   | Robert Díaz        | [ 15 ] |
| 2018 | Deep Down Running | Sergyo           | Michelle Cassis    | [ 16 ] |
| 2021 | Me enamore de mi  | Denise Rosenthal | Javiera Eyzaguirre | [ 17 ] |

## Publicidad
- LaPolar (2018-actualidad)
- París (2012-2018): Rostro de la tienda junto con Claudia Conserva, Tonka Tomicic, Benjamín Vicuña y Martín Cárcamo.
- Naturella de Ladysan (2012) : Rostro de la campaña.
- L'Oréal (2013)
- Philips (2013)
- Biosal
- Love It París
- Embajadora de KIA Chile (2018 - actualidad)

## Premios y nominaciones
| Premio             | Año  | Categoría                                         | Producción       | Resultado | Ref.   |
| ------------------ | ---- | ------------------------------------------------- | ---------------- | --------- | ------ |
| Premios Gold Tie   | 2012 | Rostro revelación juvenil                         | Soltera otra vez | Nominada  |        |
| Premios Fotech     | 2012 | Mejor actriz revelación                           | Soltera otra vez | Ganadora  | [ 18 ] |
| Die Seriale Awards | 2020 | Mejor actriz secundaria en webserie               | Whatever         | Nominada  | [ 19 ] |
| Produ Awards       | 2022 | Mejor actriz de reparto - superserie y telenovela | Amar profundo    | Nominada  | [ 20 ] |